# Armistice de Vignale

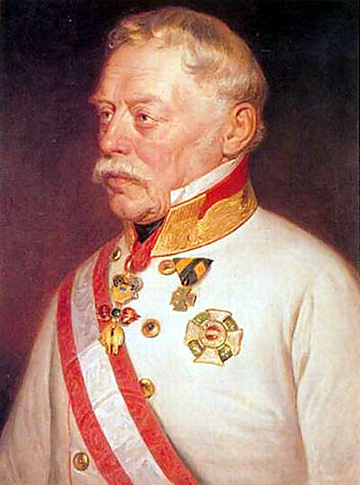
Portrait du maréchal Radetzky vers 1850.

L'armistice de Vignale est signé le 24 mars 1849 après la bataille de Novare ou bataille de la Bicocca, qui oppose les soldats autrichiens du feld-maréchal Joseph Radetzky et les troupes du royaume de Sardaigne. Cette bataille met fin à la première guerre d'indépendance italienne et provoque la chute du roi Charles-Albert de Sardaigne, qui abdique en faveur de son fils Victor-Emmanuel II.
L'armistice est signé à Vignale (it), un quartier de Novare, entre le nouveau roi de Sardaigne Victor-Emmanuel II et le feld-maréchal autrichien Radetzky.
L’armistice impose le retrait de la flotte sarde de la mer Adriatique et l'occupation temporaire de la forteresse d'Alexandrie et du quadrilatère stratégique entre la Lomelline et le Monferrato.
L'occupation cesse en vertu de la paix de Milan (it) du 6 août 1849, qui impose au Piémont des conditions telles que la chambre des députés refuse de les ratifier. Par la proclamation de Moncalieri, le 20 novembre 1849, le roi dissout l'assemblée, provoquant de nouvelles élections afin d'obtenir une majorité favorable à la paix. Les Milanais, qui l'année précédente s'étaient insurgés pendant cinq jours pour ouvrir les portes de la ville à Charles-Albert, sont déçus de l'interruption de la guerre et devront attendre l'arrivée au pouvoir de Camillo Cavour pour espérer à nouveau une initiative piémontaise.